# Ardeadoris angustolutea
Espèce
Ardeadoris angustolutea est une espèce de mollusques nudibranches de la famille des Chromodorididae et du genre Ardeadoris.

## Répartition
Cette espèce se rencontre dans l'Ouest du bassin Indo-Pacifique. Elle est notamment présente à Hawaï, dans les îles Marshall,, aux Samoa, au Japon, en Papouasie-Nouvelle-Guinée, aux Philippines, en Australie, en Nouvelle-Calédonie, en Thaïlande, à Taïwan, sur l'île de la Réunion, sur l'île Maurice, à Madagascar et au Mozambique.

## Description

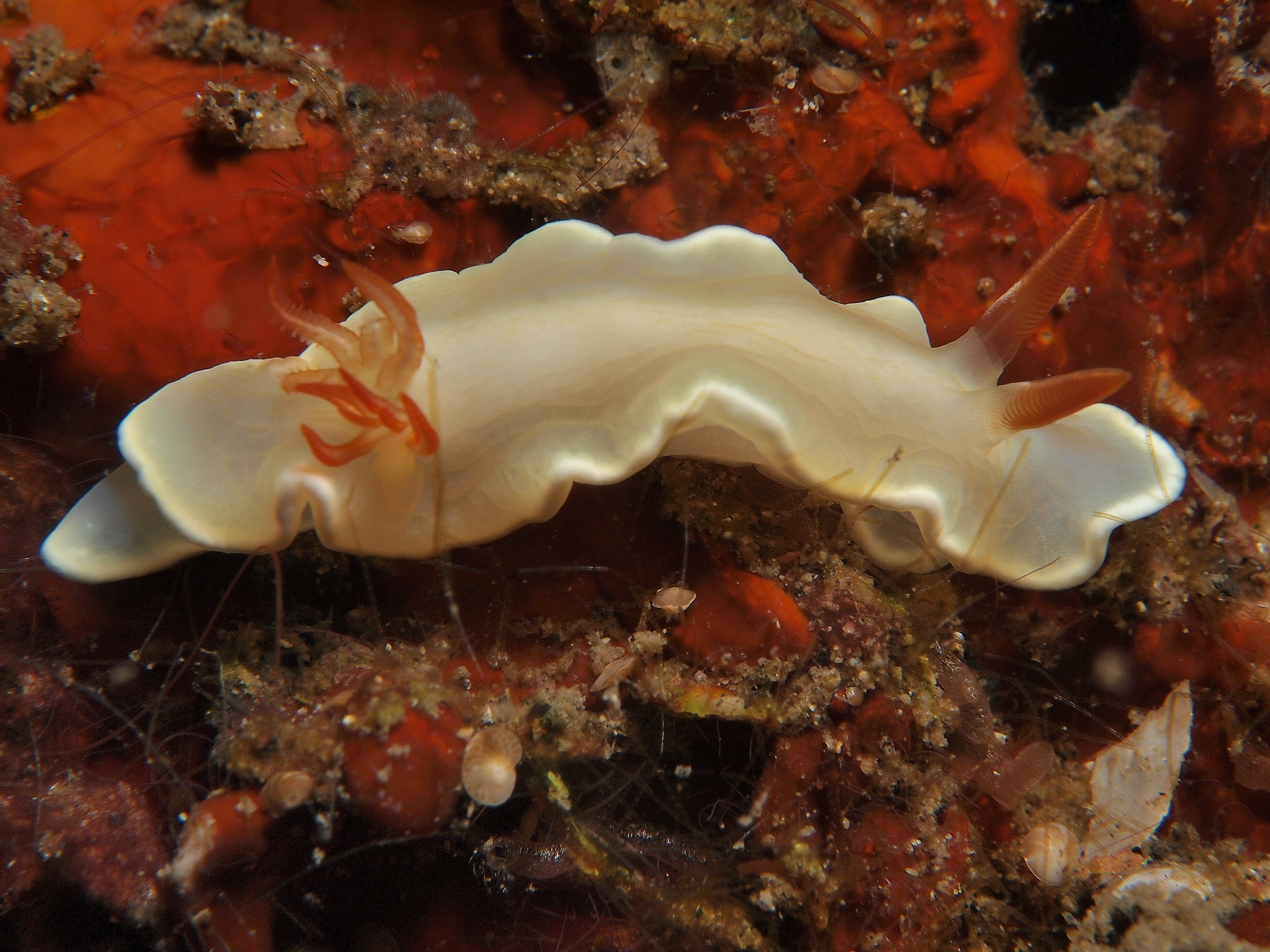
Ardeadoris angustolutea

Ardeadoris angustolutea peut mesurer de l'ordre de 25 mm de long.
Le manteau est ovale allongé avec un large pli de chevauchement. Il présente généralement un grand pli de chaque côté à mi-chemin entre les branchies et les rhinophores. Le pied s'étend un peu en arrière de l'extrémité postérieure du manteau lorsque l'animal rampe. Les tiges des rhinophores sont longues et effilées et les poches des rhinophores sont soulevées. Les branchies, simples, sont disposées en arc, ouvert postérieurement, autour de la papille anale. Une large bande de petites glandes denses, ressemblant à des granules, est présente autour du bord du manteau. Le bord antérieur du pied est plus large que le reste du pied et présente des coins anguleux.
Le manteau est translucide, de couleur blanc crème avec une bande blanche opaque sur la ligne médiane au-dessus des viscères, s'étendant depuis le devant les rhinophores jusqu'en arrière des branchies. La bande se rétrécit au milieu du corps. Le bord du manteau présente une bande blanche opaque avec une fine ligne orange-jaune juste au bord. La zone blanche translucide de la jupe du manteau, située entre la bande blanche opaque extérieure et la bande blanche médiane, est parfois d'un jaune opaque et crémeux. Le pied est blanc translucide avec une teinte jaunâtre et une bande blanche opaque juste au bord. Les tiges des rhinophores sont blanches, transparentes ou translucides. Les lamelles des rhinophores sont brun clair à rouge-orangé et il y a une bande blanche sur les lignes médianes antérieures et postérieures des clubs. Les branchies sont translucides mais sont généralement d'un blanc opaque dans la moitié inférieure. Les lamelles branchiales sont du même brun orangé que les clubs des rhinophores. Comme la réduction de chaque branchie réduit la zone blanche, toute la moitié supérieure de chaque branchie apparaît brun rougeâtre.

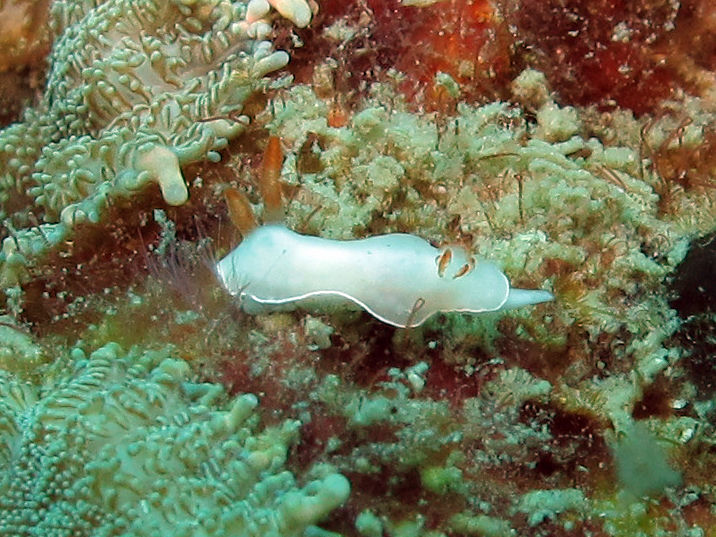
Ardeadoris angustolutea (Thailande)

Le tube buccal est environ six fois plus long que le bulbe buccal et son diamètre est beaucoup plus large. La dent latérale la plus interne a une base triangulaire large et une lame recourbée avec une cuspide franche. Il y a jusqu'à sept grands denticules intérieurs, mais seulement trois ou quatre petits denticules basaux à l'extérieur. La seconde dent de chaque côté présente la même hauteur que la partie latérale la plus interne, mais sa base est plus étroite et il n'y a pas de denticules internes. La cuspide est proéminente et il y a cinq denticules externes. À partir de la seconde dent, la taille des dents diminue progressivement, la cuspide devient moins importante et généralement de taille et de forme indiscernables des quatre denticules externes. Les plaques de la mâchoire sont assez fortement chitinisées mais les éléments individuels ont trois formes différentes. Comme ces différentes formes apparaissent en bandes de la plus récente à la plus ancienne région des plaques de la mâchoire, il semble qu'elles représentent les étapes du développement des éléments de la mâchoire. Le plus simple et le plus récent de ces éléments est un bâtonnet unicuspidé pointu. Au stade intermédiaire, trois ou quatre bâtonnets se sont réunis dans leur moitié basale pour former une structure en forme de peigne. Les éléments les plus postérieurs et donc les plus anciens, présentent un grand tronc basal arrondi avec deux à cinq points à la pointe, ce qui suggère que toutes les extrémités, sauf les pointes, ont fusionné en une seule structure.
Le conduit vaginal, large et relativement court, rejoint l'ouverture commune de la glande gamétolytique sphérique et du sac de sperme exogène plus ové qui se trouve recourbé le long du conduit vaginal. Le conduit spermatique exogène est étroit et quitte le vagin à une distance plus ou moins grande de l'ouverture des sacs spermatiques. Le large bulbe pénien est similaire en longueur au conduit vaginal. À partir de son extrémité interne, le mince canal déférent enroulé et musclé ramène à la prostate repliée. Il n'y a aucun signe de glande vestibulaire.

## Éthologie
Cette espèce présente une ondulation ou un mouvement rythmique des branchies usuellement rencontré dans les genres Glossodoris, Hypselodoris et Thorunna.

## Publication originale
- Rudman, W. B. 1990. The Chromodorididae (Opisthobranchia: Mollusca) of the Indo-West Pacific: further species of Glossodoris, Thorunna and the Chromodoris aureomarginata colour group. Zoological Journal of the Linnean Society, 100: 263-326 [291].

## Taxonomie
Cette espèce a été nommée par le zoologiste William B. Rudman en 1990 sous le protonyme Noumea angustolutea et transféré dans le genre Ardeadoris en 1992.
L'épithète spécifique angustolutea provient du latin angusto, étroit, et lutea, jaune, en référence à la ligne étroite orange-jaune bordant le manteau de l'animal.

## Espèces similaires
Ardeadoris angustolutea est similaire à Verconia nivalis (Baba, 1937), caractérisée par des pointes orange vif aux branchies et aux rhinophores, et à Ardeadoris scottjohnsoni Bertsch & Gosliner, 1989, caractérisée par des pointes de branchies et de rhinophores noires.